# Sebastian Sailer

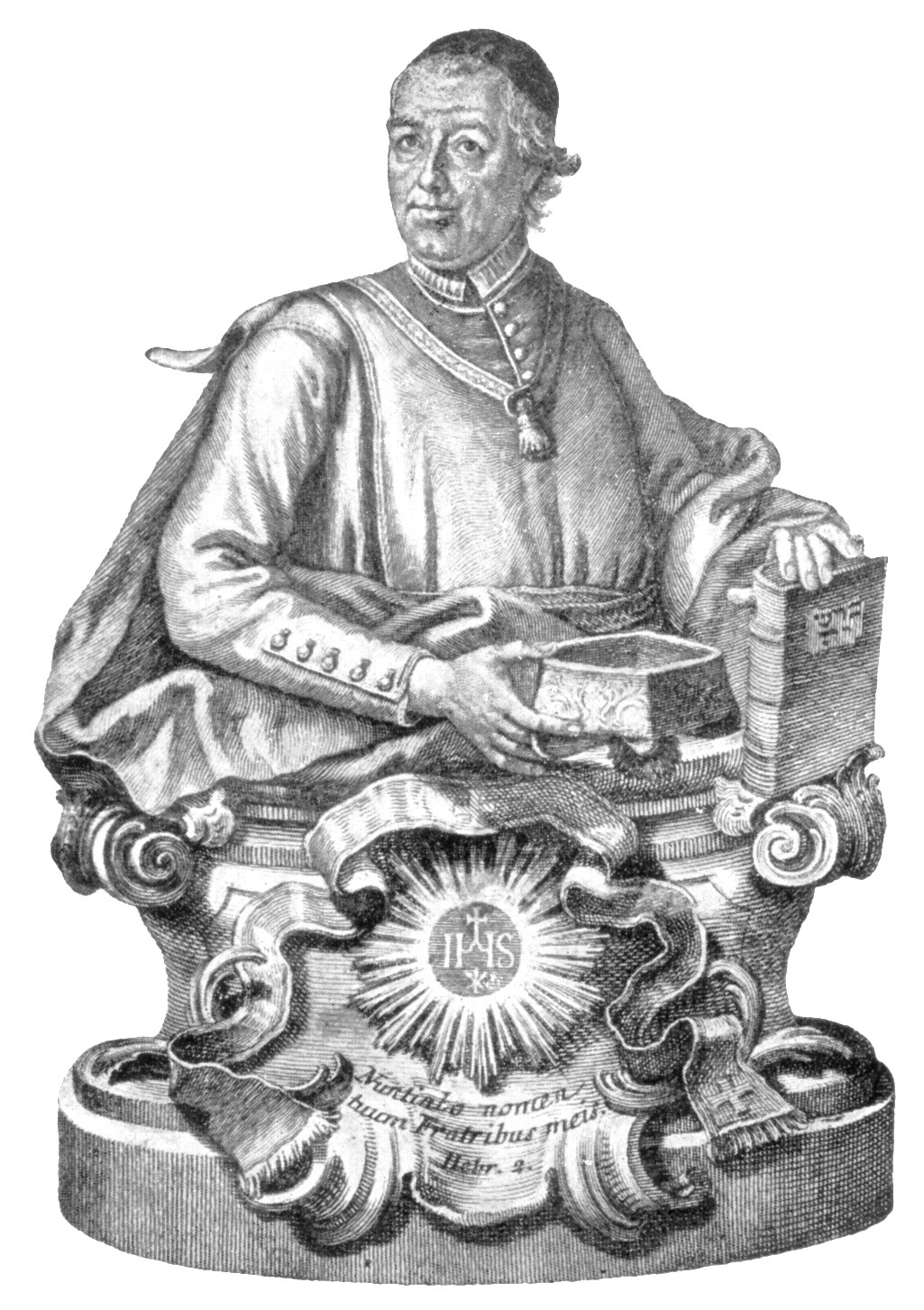
Sebastian Sailer

Sebastian Sailer OPraem (* 12. Februar 1714 in Weißenhorn als Johann Valentin Sailer; † 7. März 1777 in Obermarchtal) war ein deutscher Prämonstratenser, Prediger und Schriftsteller des Barock. Er wurde besonders bekannt durch seine Komödien in oberschwäbischem Dialekt und gilt als Begründer und Meister der schwäbischen Mundartdichtung.

## Leben und Werk

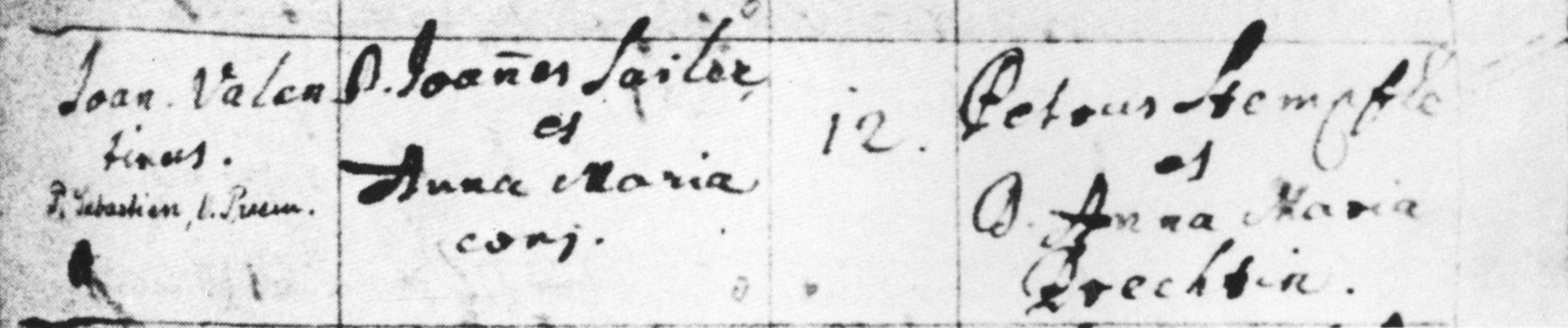
Taufeintrag im Weißenhorner Taufregister, 12. Februar 1714

Sailer wurde als Sohn eines gräflich Fuggerschen Amtsschreibers in Weißenhorn geboren. Bereits als Schüler trat er ins Prämonstratenserkloster Obermarchtal ein. 1730 nahm er den Ordensnamen Sebastian an, 1732 legte er die Ordensgelübde ab und 1738 wurde er zum Priester geweiht. Ab 1739 war er an der Klosterschule in Obermarchtal als Lehrer unter anderem für Kirchenrecht tätig. Daneben war er Pfarrer der klostereigenen Dörfer Seekirch am Federsee und Reutlingendorf (heute Ortsteil von Obermarchtal).

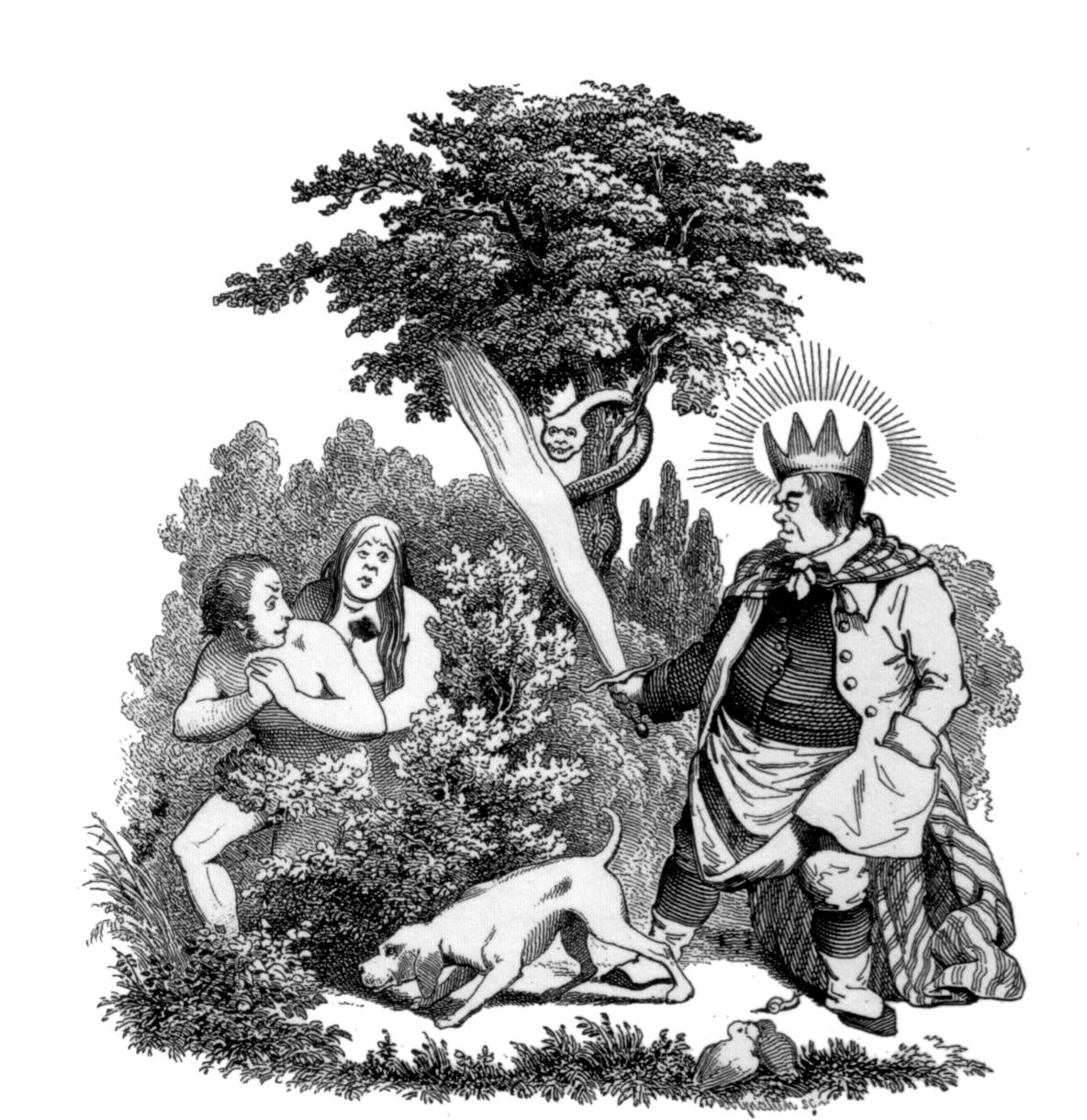
Die Schwäbische Schöpfung

### Die schwäbische Schöpfung
Am 10. November 1743 führte er im Kloster Schussenried sein neues Singspiel Schöpfung der ersten Menschen, der Sündenfall und dessen Strafe (später bekannt als Die schwäbische Schöpfung) auf. Das Werk, das als das unübertroffene Meisterwerk Sailers gilt, versetzt auf liebevolle, wenn auch derbe Weise die biblische Schöpfungsgeschichte um Adam und Eva in die Welt oberschwäbischer Bauern. Gottvater, Adam und Eva sprechen und singen auf der Bühne in oberschwäbischem Dialekt. Die Komödie war sehr erfolgreich und wurde 1796 sogar – wahrscheinlich unter Einbeziehung Sailers eigener Melodien – von dem Weingartener Klosterkomponisten Meingosus Gaelle als Oper Adam und Evas Erschaffung vertont. Die Schwäbische Schöpfung fand zu allen Zeiten viele Freunde, erlebte – wenn auch erst nach Sailers Tod – zahlreiche, teils illustrierte Ausgaben. Die Anfang des 20. Jahrhunderts im Kloster Mehrerau aufgefundene Fortsetzung der Schöpfungsgeschichte Kain und Abel lässt sich Sailer nicht sicher zuordnen und könnte – auch aufgrund der hochdeutschen Teile – eine Bearbeitung oder ein Werk eines Nachahmers sein.

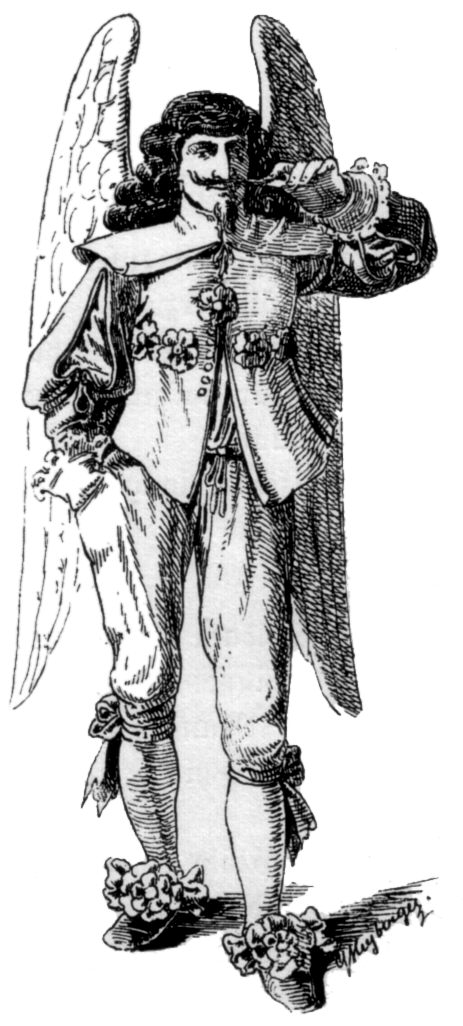
Der Franzosenengel aus Der Fall Luzifers

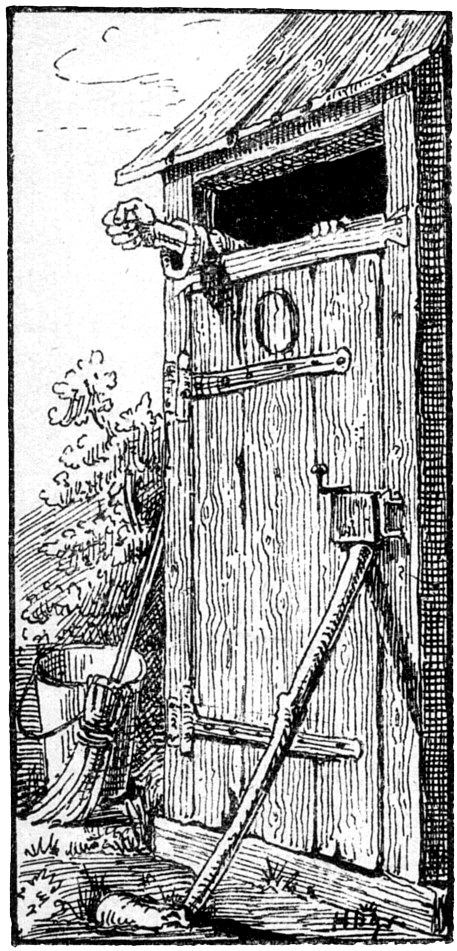
Luzifer auf dem Abort, aus Der Fall Luzifers

### Der Fall Luzifers
Sailers Dialektkomödie Der Fall Luzifers lässt sich nicht genau datieren, muss aber aufgrund einer Referenz auf die Hinrichtung Joseph Süß Oppenheimers nach 1738 entstanden sein. Die skurrile Komödie erzählt von der Teufelwerdung Luzifers und der Notwendigkeit, entbehrliche Schutzengel von der Erde zurückzuholen, um die himmlischen Heerscharen zu verstärken. Sailer verspottet in der Komödie, indem er Sprachen und Dialekte parodiert, die Eigenheiten der Völker und ihre Sünden. So prangert der Franzosenengel den Hochmut an, der Schwabenengel geißelt die Völlerei, der Schweizerengel den höllischa Giz (Geiz), und auch ein bayerischer Hanswurst tritt auf. Luzifer wird gegen Ende in ein Toilettenhäuschen eingesperrt, und schließlich wird ihm zur Strafe für jede seiner Untaten der Genuss eines Schlucks Bodenseeweins angedroht, den Sailer anscheinend nicht sonderlich schätzte.

### Die sieben Schwaben
Auch in Sailers weltlichem Schwank Die sieben Schwaben, in dem sieben wackere Schwaben auf Hasenjagd gehen, bietet sich Raum für seinen Spott. Die Hauptfiguren sind der Gelbfüßler, der verfressene Spätzlesschwab, der schlafmützige Nestlerschwab, der aufsässige Mückenschwab, der schmutzige Spiegelschwab, der grobe Blitzschwab, der ehrgeizige Suppenschwab und ein redseliger Allgäuer. Im Schwank Schwäbischer Sonn- und Mondfang versuchen schwäbische Bauern, das Wetter zu kontrollieren, indem sie Sonne und Mond einfangen wollen.
Sailers hauptsächlich in Alexandrinern verfasstes Schauspiel Die Schultheißenwahl zu Limmelsdorf wurde in der Klosterschule Obermarchtal aufgeführt und enthält Elemente des Schwanks wie eines Lehrstücks.

### Gefragter Prediger und vielseitiger Autor
Von 1756 an war Sailer Pfarrer in Dieterskirch. 1761–1763 besuchte er wiederholt den kunstsinnigen Grafen Friedrich von Stadion in Warthausen, wo er auch Christoph Martin Wieland und Sophie von La Roche begegnete.
Sailer war ein gefragter Prediger und war für seine Predigten häufig auf Reisen. 1750 wurde er von der mächtigen Reichsabtei Salem eingeladen, die Predigt anlässlich der Überführung des Gnadenbilds in die Wallfahrtskirche Birnau zu halten. 1762 reiste er nach Augsburg und Landsberg am Lech, 1764 hielt er die Ignatius-von-Loyola-Predigt bei den Jesuiten in Würzburg, 1766 hielt er die Kirchweihpredigt anlässlich der Tausendjahrfeier des Klosters Ottobeuren und 1767 die St.-Ulrichs-Predigt für die schwäbische Landesgenossenschaft in Wien. Auf dieser Reise erhielt er sogar eine Privataudienz bei Maria Theresia.
Als Maria Theresias Tochter Maria Antonia (die spätere französische Königin Marie-Antoinette) auf der Reise von Wien zu ihrer Hochzeit nach Paris am 1. Mai 1770 auch das Kloster Obermarchtal besuchte, wurde ihr zu Ehren Sailers Huldigungskantate Beste Gesinnungen Schwäbischer Herzen (in einer einfältigen Kantate abgesungen) aufgeführt. In dem amüsanten Stück wechseln pathetische hochdeutsche Verse von Marchtalls Genius und der Liebe mit schwäbischen der vier Bauern Theißle, Joackele, Veitle und Michel und des Chors. Als Dank an das Kloster Obermarchtal übersandte Maria Antonia diesem nach ihrer Ankunft und Vermählung in Paris ihr Brautgewand, das in zwei Priestergewänder umgearbeitet wurde, die man noch heute im Museum des Klosters betrachten kann. Die Beste Gesinnungen Schwäbischer Herzen verbreiteten sich nach der Aufführung rasch. Bereits am 10. Mai 1770 konnte das Stück in Druck mit Noten zum Nachsingen beim Augsburger Buchdrucker und Verleger Johann Michael Späth für 15 Kreuzer erworben werden.
Auch in Sailers Kantate auf die Aderlässe wird ein hochdeutsch sprechender Doktor mit einem oberschwäbischen Bauern konfrontiert, bis hin zu einem „zweisprachigen“ Duett (Herr Dokter! krank bi-n-i, As beißt mi, und klimmt mi / Freund! schick nur zum Bader, Lass öffnen ein Ader). Gegen Ende tendieren auch des Doktors Worte zum Dialekt.
1771 veröffentlichte Sailer zur Sechshundertjahrfeier des Klosters seine Klostergeschichte Das Jubilierende Marchtall.
In seiner Prosakomödie Die schwäbischen heiligen drei Könige (um 1771, abzuleiten aus einer Erwähnung des 4. Russischen Türkenkriegs auf der Krim durch die drei Könige) vermischte Sailer die Legende mit der dörflichen Welt seiner Heimat. Herodes wird als schwäbischer Dorfwirt dargestellt, die heiligen drei Könige begehren als Sternsinger Speis und Trank, was die findige Wirtsfrau jedoch mit Hinweis auf das Fastengebot vor dem Dreikönigsfest ablehnt.
1773 erlitt Sailer einen Schlaganfall und zog sich von seiner Pfarrstelle in Dieterskirch in das Kloster Obermarchtal zurück. Nach seinem Tod 1777 wurde er in der Gruft des Klosters beigesetzt.

## Bedeutung und Eigenart
Zu seinen Lebzeiten war Sailer außerhalb seiner Pfarreien vor allem als Prediger und Gelehrter bekannt. Sein Nachruhm gründet jedoch auf seinen schwäbischen Dialektdichtungen, die in der Tradition der altbairischen Rustikaltravestien und der Salzburger Benediktinerkomödie stehen und am ehesten mit den oberösterreichischen Mundartkomödien des Lambacher Benediktinermönchs Maurus Lindemayr zu vergleichen sind. Monika Küble hält in einem Aufsatz von 2003 die Vorstellung, Sailer habe seine Dialektkomödien als volksnaher Seelsorger den Bauern seiner Pfarrgemeinden zur Unterhaltung vorgeführt, für eine romantische Verklärung. Sie sieht Sailers Publikum in den adeligen und bürgerlichen Kreisen etwa am Warthauser Musenhof des Grafen von Stadion, wo man sich auch über die satirische Darstellung von Wielands Biberacher Mitbürgern in dessen Geschichte der Abderiten amüsierte. (Lit.: Küble, 2003) Die wenigen bekannten Zeugnisse von Aufführungen verweisen eher auf ein klösterliches Publikum: Die Schwäbische Schöpfung zumindest wurde vor dem Konvent des mit dem Kloster Obermarchtal befreundeten Stiftes Schussenried uraufgeführt; auch der lateinische Prolog zielt auf ein gebildetes Publikum; die Schüler der Klosterschule in Obermarchtal führten die Schultheißenwahl auf. Der Humor in Sailers Werken ist nie herablassend oder denunzierend. So kann davon ausgegangen werden, dass – wer auch immer das Publikum gewesen sein mag – Sailer mit seinen schwäbischen Pfarrkindern, nicht jedoch über sie lachte.
Sailer war der erste Autor, der den schwäbischen Dialekt nicht nur einsetzte, um zu karikieren oder eine gewisse Leutseligkeit zu gewinnen. Er handelte auch die ihm wichtigen Themen konsequent in erstaunlich originalgetreuer Mundart ohne jede hochdeutsche Glättung oder Verniedlichung ab. Die Übertragung des biblischen Geschehens in die Lebenswelt der oberschwäbischen Landbevölkerung verrät die erstaunliche Einfühlungskraft Sailers – immerhin ein auf der Höhe seiner Zeit stehender anerkannter Theologe – in das Leben seiner Gemeindekinder. Er integriert den bäuerlichen Alltag vielfältig in das theologische Geschehen der Bibel (das Paradies hat selbstverständlich eine Gartentür – Gott Vatter gôht grad zuar Gatathür rei) – bis hin zu direkten, einfallsreichen Übertragungen von Bibelzitaten. Mit den Worten Gottvaters:
Nuits ischt Nuits und wead Nuits weara,

drum hau-n-i wölla a Wealt gebäara,

grad um dui Zeit,

wo’s nimma viel schneit

und bessare Lüftla geit.
beginnt seine Schwäbische Schöpfung, die der Schöpfer aus einleuchtenden Gründen in den Frühling verlegt hat:
Im Sommer eaba,

dô geit as mit Weatter an au’b’schtändigs Leaba,

wenn’s durnat, wenn’s blitzat und haglat;

wia bald ischt as g’ scheha, dass as Weatter drei’ schlecht,

denk noache, ob’s ebba-n-itt au so gauh’ mecht.

Zuadeam, wenn as hoiß,

hôt oinar viel Schwoiß.

Im Früehling ischt g’schwinder ällz g’schaffat und g’naglat.
Mangels Mitarbeitern legt Gott selbst Hand an:
Auhne Menscha, auhne Goischter

bin i seall dar Zimmermoischter.
und bläst schließlich Adam in genauer Analogie zu 1. Mose 2, 7 den lebendigen Odem ein:
Bursch, wach auf!

Huescht und schnauf!

Pf! Pf!

…

Nieaß, zur Prob! (Adam niest)

Healf dar Gott! Jetz leabt ar, Gott Lob!
Woher Sailer 40 Jahre vor der Montgolfière und 160 Jahre vor dem ersten Flugzeug Kenntnis der Flugkrankheit hatte, ist unbekannt. Wackelnde Kutschen hat er aber wahrscheinlich auf seinen langen Reisen als Prediger zur Genüge kennengelernt. Adam jedenfalls jammert, als er von Gottvater im Flug mitgenommen wird:
Adam: Um tausad Gotts willa, i fluig wie a Balla.

Gott Vatter, i bitt-ana, lau’d mi itt falla!

Gott Vater: Druck d'Auga zua, thua itt so schreya.

Adam: As g’schwindlat mar oimôl, i moi’ i müess speya.
Adam fühlt sich bald einsam, und der Vers Ich muss auch bei den Leuten sein aus seiner Arie kann getrost als Sailers eigenes Credo verstanden werden:
Karthäuser leabat so;

i muass au bey dia Leuta sey’,

suscht g’ schmorrat mir mei’ Maga ei’.

’s ka’ sey’, i henk mi no.

Krieg i Krankhoit und Trüebsala,

wear wead nôh da Dokter zahla?
Bei Sailer sind Adam und Eva ein von Anfang an zankendes Ehepaar, das sich schon um die Rippe streitet, aus der Eva entstanden ist. Schon bald seufzt Adam:
O wär i no ledig

und hätt no koi’ Weib,

so brucht i koi’ Predig,

i bey ar itt bleib.

O liaber Gott Vatter! Ui gib i sui hoi’,

i leg mi dô nieder, will leaba-n-alloi!
Ähnliche Pointen sind noch heute im Volkstheater, in Büttenreden und in Comedyshows sichere Lacher, und ein Publikum des 18. Jahrhunderts dürfte auf solche Späße gerade aus dem Munde eines Prämonstratensers besonders lebhaft reagiert haben. Adams Stoßseufzer nach seinem Apfelbiss (Dar Tuifel hôt is b’schissa; o hätt i itt drei’ bissa) dürfte bis heute kirchliche Sittenwächter provozieren. Da Sailer aber im Kloster Obermarchtal sogar die Huldigungskantate für die künftige französische Königin im schwäbischen Dialekt verfassen durfte, ist davon auszugehen, dass wenigstens seine Klosteroberen mit seiner Art zu schreiben einverstanden waren und diese zumindest nicht behinderten.
Die erst nach Sailers Tod veröffentlichte Schwäbische Schöpfung wurde geschätzt von Dichtern wie Johann Wolfgang von Goethe, der „durch Sailern höchlich ergötzt“ war, und Eduard Mörike, der sie „mit hellem Behagen“ gelesen hat und gerne daraus zitierte. Trotz ihrer Wertschätzung sind jedoch weder der Hesse Goethe noch der Schwabe Mörike mit Dichtungen in Mundart hervorgetreten, obgleich Goethe in Dichtung und Wahrheit II,6 schrieb: Jede Provinz liebt ihren Dialekt: denn er ist doch eigentlich das Element, in welchem die Seele ihren Atem schöpft. Martin Stern (1956) sieht Sailers Schöpfung immerhin als Vorspiel zu Goethes Farcen.
Der Schriftsteller Wilhelm Schussen schrieb 1924: Man hat Gerhart Hauptmann zuliebe schlesisch, Fritz Reuter zuliebe plattdeutsch und Ludwig Thoma zuliebe oberbayrisch gelernt. Man müßte diesem prachtvollen Sailer zuliebe auch oberschwäbisch lernen.

## Wiederaufführungen
Viele Jahre führte die Theaterei Herrlingen (zeitweise auch auf Schloss Erbach/Ulm) die Schwäbische Schöpfung als Bearbeitung von Jörg Ehni in Mundart auf. Die Rolle von Gottvater, Adam und Eva übernahm der Lehrer und Schauspieler Walter Frei. Die Schwäbische Schöpfung wurde von diesem Schauspieler auch am Ort ihrer Entstehung, im Spiegelsaal des Klosters Obermarchtal, im Rahmen der Sebastian-Sailer-Tage aufgeführt.

## Werke

### Werke in schwäbischem Dialekt
Sailers schwäbischer Dialekt ist einerseits von seiner Heimatstadt Weißenhorn (heute im bayerischen Schwaben gelegen) geprägt, andererseits von dem deftigen Dialekt seiner dörflichen oberschwäbischen Pfarreien.
- Schöpfung der ersten Menschen, der Sündenfall und dessen Strafe (Die schwäbische Schöpfung, Komisches Singspiel, 1743)
- Der Fall Luzifers (komisches Singspiel, nach 1738)
- Die sieben Schwaben, oder: Die Hasenjagd (Schwank, um 1756)
- Beste Gesinnungen Schwäbischer Herzen (Kantate, 1770)
- Die Schultheißenwahl zu Limmelsdorf (Schauspiel, 1770)
- Die schwäbischen heiligen drei Könige (Komödie, 1771)
- Bauernhochzeit (Erzählgedicht)
- Peter als Gott Vater (Erzählgedicht)
- verschiedene Gelegenheits-Singspiele, die neben lateinischen und hochdeutschen Passagen auch Dialektstellen enthalten

### Theologische und historische Werke

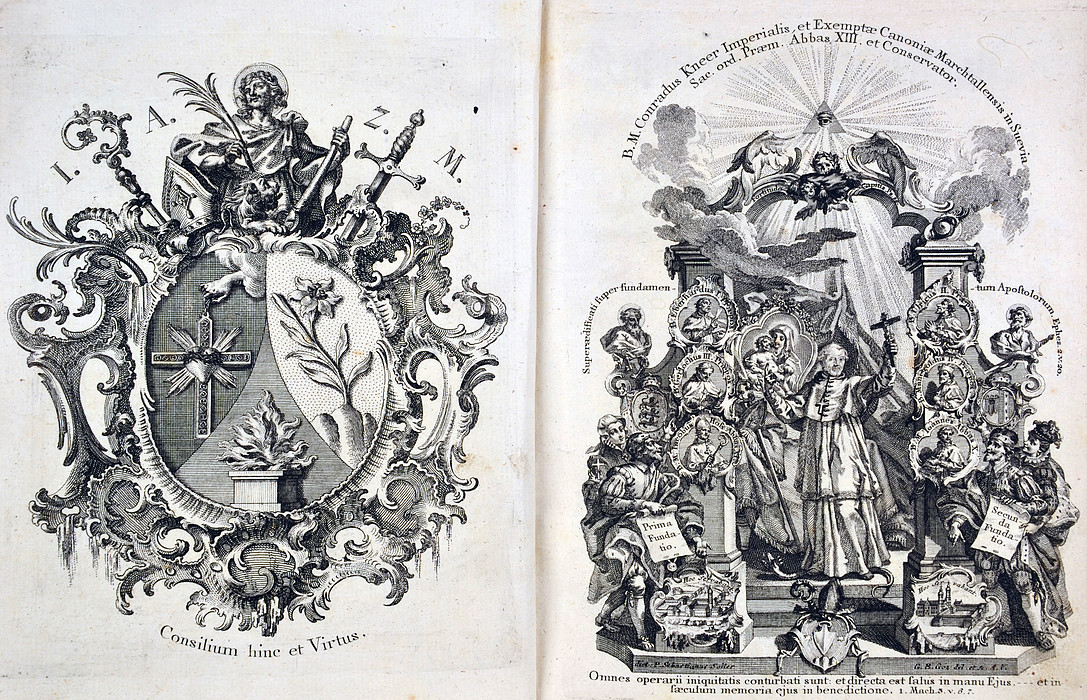
Das jubilierende Marchtall, 1771

- Vier Sendschreiben wider H. P. Aug. Dornblüth (unter dem Pseudonym Benastasii Liares, 1755–1756)
- Das Marianische Orakel (Erbauungsbuch, 1763)
- Kempensis Marianus (lateinisches Erbauungsbuch, 1764)
- Geistliche Reden (3 Bände, 1766–1770)
- Das jubilierende Marchtall oder Lebensgeschichte des hochseligen Konrad Kneers. Weiland dreyzehnten Abtens des besagten unmittelbaren freyen Reichsstifts, des heiligen exempten Ordens von Praemonstrat an der Donau in Schwaben / nebst Vortrab von dessen Stiftung, und Nachtrab dessen Vorstehern binnen 600 Jahren, aus sichern Urkunden niedergeschrieben von Sebastian Sailern (Geschichtswerk, 1771)
- Geistliche Schaubühne (Oratorientexte, 1774)

## Ausgaben
- Das Jubilierende Marchtall. Obermarchtal 1771 (Nachdruck: Hrsg. von Wolfgang Schürle. Konrad, Weißenhorn 1995, ISBN 3-87437-370-3)
- Sebastian Sailers geistliche Schaubuehne des Leidens Jesu Christi. In gesungenen Oratorien aufgefuehrt. Rieger, Augsburg 1774 (Nachdruck: Konrad, Weißenhorn 1997, ISBN 3-87437-394-0)
- Adams und Evens Erschaffung und ihr Sündenfall. 1783 (Faksimile: Biberacher Verlagsdruckerei, Biberach 1977)
- Schriften im schwäbischen Dialekte. Hrsg. von Sixt Bachmann. Buchau am Federsee 1819
  - Nachdruck. Ulm 1827
  - Neuauflage. Ebner’sche Buchhandlung, Ulm 1842–1893 (bis 1860 mit Illustrationen von Julius Nisle, später mit Illustrationen von G. Heyberger)
  - Nachdruck mit Einführung und Erläuterungen von Franz Georg Brustgi. Knödler, Reutlingen 2000, ISBN 3-87421-061-8
  - Neu hrsg. von Hans Albrecht Oehler. Konrad, Weißenhorn 2000, ISBN 3-87437-437-8
- Ausgewählte Dialektdichtungen aus den Schriften Sebastian Sailers. Hrsg. und Lebensbeschreibung von Johann Schneiderhan. Friedrich Alber, Ravensburg 1907
- Die biblischen und weltlichen Komödien des hochwürdigen Herrn S. Sailer weiland Kapitulars im Kloster zu Obermarchthal. Hrsg. von Dr. Owlglass. Langen, München 1913
- Die schwäbische Schöpfungsgeschichte. Mit Zeichnungen von Fr. Bilek. Günther, Stuttgart 1948
- Dreikönigspiel. Die schwäbischen heiligen drey Könige. Die sieben Schwaben. Lustspiel in 2 Teilen. Neubearbeitung von Carl Oskar Renner. Höfling, München 1949
- Die Schöpfung der ersten Menschen, der Sündenfall und dessen Strafe. Hrsg., Nachwort und Übersetzung des lateinischen Prologs ins Schwäbische von Sebastian Blau, Marbach am Neckar 1956
- Sebastian Sailer. Jubiläumsausgabe zum 250. Geburtstag des Dichters. Hrsg. von Lorenz Locher. Lorenz Locher (Selbstverlag), Munderkingen 1965
- Schwäbische Schöpfung samt Sündenfall. Neu bearb. und hrsg. von Alfred Weitnauer. Verlag für Heimatpflege, Kempten 1968
- Die Schöpfung. Hrsg. von Martin Stern. (Reclams Universalbibliothek; Bd. 4231). Reclam, Stuttgart 1969
- Die Schöpfung der ersten Menschen, der Sündenfall und dessen Strafe. Erneuert und verhochdeutscht von Ernst Leopold Stahl. Chronos-Verlag Mörike, Hamburg ca. 1970
- Meingosus Gaelle: Adam und Evas Erschaffung. Aufnahme: SWF, 1989. LP-Ausgaben mit Libretto: SWF, Baden-Baden 1987 und Attempto-Verlag, Tübingen 1987. CD-Ausgabe mit Libretto: Deutsche Austrophon, Diepholz 1999
- Meingosus Gaelle: Adam und Evas Erschaffung. Eine komische Oper nach P. Sebastian Sailers „Schwäbischer Schöpfung“. Hrsg. von Maria Bieler, Rudolf Faber und Andreas Haug. Partitur. Friedemann Strube, München und Berlin 2001, ISBN 3-921946-50-6
- Geistliche Reden. Eine Auswahl. Neu hrsg. und kommentiert von Konstantin Maier. Edition Isele, Konstanz 2012, ISBN 978-3-86142-551-9